# Doświadczenie religijne
Doświadczenie religijne – zbiorcza nazwa rozmaitych przeżyć człowieka w relacji do obiektów przekonań właściwych dla tradycji religijnej, w której owe przekonania zostały ukształtowane (np. w chrześcijaństwie Bóg, Jezus Chrystus, Duch Święty, w islamie Jedyny Bóg – Allah). Oba aspekty doświadczenia religijnego, przeżyciowy (emocjonalny) i poznawczy (percepcyjny) wiążą się z poczuciem kontaktu z rzeczywistością transcendentną. Niekiedy za synonim doświadczenia religijnego, szczególnie z religijnego punktu widzenia, uważany jest termin „doświadczenie duchowe”. Innym terminem bliskoznacznym jest mistycyzm, który można także traktować jako formę doświadczeń religijnych.
Jako mistycyzm religijny, doświadczenie religijne występuje w wąskim znaczeniu – obejmuje tylko religijne przeżycia intensywne, związane z odmiennymi stanami świadomości. W szerokim znaczeniu doświadczeniem religijnym są wszystkie świadome treści religijne, takie jak refleksja nad przekazywaną przez kogoś wiedzą religijną, uczucia pojawiające się w trakcie spełniania rutynowych obowiązków religijnych (łącznie z mającymi zabarwienie ujemne, np. znudzenie religijnym obrzędem czy niechęć wobec zbyt dogmatycznych współwyznawców).
William James wyróżnił kryteria wyodrębniające doświadczenie religijne są to: niewyrażalność, krótkotrwałość, bierność osoby, uzyskanie przez tę osobę nowej wiedzy.
Pomimo różnic historycznych i kulturowych doświadczenia religijne mają wspólne charakterystyczne cechy. Prawie w każdym przypadku doświadczenie religijne poprzedzone jest załamaniem psychicznym lub nerwowym. Podczas trwania tego doświadczenia zawsze następuje zmiana percepcji, która może być wynikiem nadstymulacji zmysłowej lub braku stymulacji. Na przykład długotrwałe słuchanie głośnej muzyki, charakteryzującej się wieloma powtórzeniami rytmicznymi.
Według Sundéna warunkiem wystąpienia doświadczenia religijnego jako reakcji na określoną sytuację jednostki jest posiadanie religijnych ram odniesienia, w postaci znajomości mitów i symboli religijnych. Jest to warunek konieczny, lecz niewystarczający. Istotne jest – szczególnie w przypadku dostępności wielu alternatywnych zbiorów obiektów opisujących rzeczywistość transcendentną – uwzględnienie szeregu okoliczności wskazujących, które obiekty wybrać. Stosując teorię atrybucji, Spilka, Shaver i Kirkpatrick (1994) wymienili cechy zdarzenia (sytuacja, w której doświadczenie religijne się pojawia), cechy obserwatora (podmiotu), a także konteksty zdarzenia i obserwatora.
Whiteley (1973) uważa, że doświadczenie religijne ujmowane podmiotowo posiada następujące cechy:
a) obejmuje ono całe życie psychiczne jednostki, czyli jego sferę emocjonalną, poznawczą i dążeniową,
b) w zakres doświadczenia religijnego wchodzi wartość najwyższa dla danej jednostki, przedmiot poświadczenia religijnego jest często nazywany wartością najwyższą
c) doświadczenie religijne ma charakter wartości bezpośredniej i egzystencjalnej, jednostka zdobywa wiedzę poprzez zapoznanie się z jakością doświadczenia, a nie przez opis czy wnioskowanie,
d) wywiera ono obserwowany wpływ na życie religijne jednostki.
- Doświadczenie religijne jest uważane za istotny element religijności, za jej „rdzeń”. Występuje u jej źródeł i jest warunkiem jej trwałości. Doświadczenie religijne mobilizuje wszystkie zasoby jednostki: poznawcze, emocjonalne, wartościujące, dążeniowe, fizyczne i społeczne, a nawet motywacje do zmiany, umożliwia też jednostce samotranscendencję, przyjęcie i zaangażowanie się w to co dotychczas było nieznane.